# Vasiljevo
Vasilevë en albanais et Vasiljevo en serbe latin (en serbe cyrillique : Васиљево) est une localité du Kosovo située dans la commune/municipalité de Gllogoc/Glogovac, district de Pristina (Kosovo) ou district de Kosovo (Serbie). Selon le recensement kosovar de 2011, elle compte 634 habitants, tous albanais.

## Démographie

### Évolution historique de la population dans la localité
| 1948 | 1953 | 1961 | 1971 | 1981 | 1991 | 2011 |
| ---- | ---- | ---- | ---- | ---- | ---- | ---- |
| 165  | 187  | 236  | 342  | 457  | 744  | 634  |

|  |